# Jacques Schotte
Pour les articles homonymes, voir Schotte.
Jacques Schotte (né le 26 juin 1928 à Gand - mort le 18 septembre 2007 dans la même ville) est un psychiatre et psychanalyste belge.

## Biographie
Jacques Schotte naît le 26 juin 1926 à Gand.
Professeur de psychologie clinique à l'Université catholique de Louvain à partir de 1964, Jacques Schotte est un psychiatre et un psychanalyste atypique. 
Il est cofondateur, en 1969, avec Antoine Vergote, Maurice Dugautiez et Alphonse De Waelhens de l'École belge de psychanalyse.
Polyglotte, connaisseur de Freud, de Binswanger, des philosophies grecques et allemandes, Jacques Schotte continue les recherches de Léopold Szondi, dont l'approche génétique a cédé la place à l'approche pulsionnelle. Il développe à partir de sa connaissance de la psychanalyse, de la phénoménologie et de la Daseinsanalyse de Binswanger, ainsi que de l' analyse du destin de Léopold Szondi, une nouvelle approche de l'homme malade mental, qu'il nomme « Pathoanalyse. » Il imagine, au-delà de cette discipline, le développement d'une psychiatrie « autologique », recentrée sur ses fondements proprement humains : « l'Anthropopsychiatrie ». Tout ce qui concerne l'humain l'intéresse, voire le passionne. Loin d'être seulement un théoricien hors pair, il a toujours tenu à ancrer son travail dans une expérience clinique concrète faite de rencontres humaines, dans toute la complexité et la richesse que cela comporte.
Jacques Schotte  fait paraître en juin 2006 « Un parcours », ouvrage dans lequel il relate son cheminement de psychiatre et psychanalyste. Il côtoie tous les grands noms de la psychiatrie et de la psychanalyse de la seconde moitié du XXe siècle. Il est un ami très proche du philosophe de l'art, Henri Maldiney, du psychiatre suisse Roland Kuhn. Il suit, entre autres, les cours du philosophe allemand Deese et du linguiste Gustave Guillaume, de même que les séminaires de Jacques Lacan dont il est très proche à un moment donné.
Il est aussi celui qui a introduit la théorie de la médiation en Belgique, créant ainsi des liens soutenus entre l'Université catholique de Louvain et celle de Rennes-II.
Il meurt à Gand le 18 septembre 2007.

## Publications
- Szondi avec Freud — Sur la voie d'une psychiatrie pulsionnelle, Éd. De Boeck, 1992,  (ISBN 2-804-11355-8)
- Un parcours - Rencontrer, relier, dialoguer, partager, Éditions Le Pli, Paris, 2006
- Vers l'anthropopsychiatrie. Un parcours, Éditions Hermann, Paris, 2008 (nouvelle édition)
- Daniel Devreese, Henry Zvi Lothane et Jacques Schotte (dirs.) (Colloque tenu à Cerisy au mois d'août 1993), Schreber revisité : Colloque de Cerisy, Louvain-la-Neuve, Presses universitaires de Louvain, coll. « Figures de l'inconscient, Hors série », 1998, 243 p. (ISBN 90-6186-908-0, OCLC 470288230, BNF 39244019)

### Traduction deFreud écrivainde Walter Muschg
Jacques Schotte est le traducteur de Freud écrivain de Walter Muschg (Freud als Schriftsteller, 1930) », texte paru aux Presses universitaires de France en 1959 dans La psychanalyse. 
- Réédition la plus récente : Walter Muschg (trad. Jacques Schotte, préf. Jacques Sédat), Freud écrivain, Paris, Hermann, coll. « Psychanalyse », 2012 (présentation en ligne),[7].